# Келора
Келора — деревня в Жигаловском районе Иркутской области России. Входит в состав Чиканского сельского поселения.

## География
Находится на левом берегу реки Тутура, примерно в 38 км к юго-востоку от районного центра, посёлка Жигалово, на высоте 511 метров над уровнем моря.

## Население
| 2002 | 2010 | 2011 | 2012 |
| ---- | ---- | ---- | ---- |
| 8    | ↘4   | →4   | →4   |

В 2002 году численность населения деревни составляла 8 человек (6 мужчин и 2 женщины). По данным переписи 2010 года, в деревне проживало 4 человека (3 мужчины и 1 женщина).

## Улицы
Уличная сеть деревни состоит из одной улицы (ул. Береговая).